# Monumento ao Padre José de Anchieta (San Cristóbal de La Laguna)
O Monumento ao Padre José de Anchieta ou Monumento a São José de Anchieta é uma estátua de bronze representando o ainda jovem José de Anchieta, a caminho do noviciado, aos 17 anos. Está localizado na praça que leva seu nome, na Autopista del Norte de Tenerife, na entrada da cidade de San Cristóbal de La Laguna (Tenerife, Espanha).

## Características
A estátua é dedicada a uma das personalidades mais importantes do século XVI nas Ilhas Canárias, o Padre José de Anchieta, nascido em La Laguna e canonizado pelo Papa Francisco em 3 de abril de 2014, tornando-se São José de Anchieta.
Missionário jesuíta  no Brasil, fundou a cidade de São Paulo e foi também um dos fundadores da cidade do Rio de Janeiro.
Na obra, é apresentado em sua juventude, descalço, pés grandes que representam sua grande carreira e generosas mãos, que seguram uma vara arqueada que o ajuda a caminhar.
A estátua simboliza a carreira missionária do santo. Enquanto lança um último olhar para a cidade onde nasceu, caminha em direção ao seu destino, uma igreja dos jesuítas em Portugal. É uma das maiores estátuas das Ilhas Canárias.

## História
A escultura de São José de Anchieta foi feita graças à iniciativa de uma comissão pró monumento formada na cidade de La Laguna. Obra do artista ítalo-brasileiro Bruno Giorgi, foi financiada pela cidade de La Laguna e pelo Governo do Brasil. Medindo cinco metros de altura, foi colocada na praça em 1960, tendo sido inaugurada em 27 de novembro daquele ano.
A estátua teve vários locais provisórios, como resultado de sucessivas obras que foram realizadas na área. Um dos locais em que foi colocada provisoriamente, foi o Campus Central da Universidade de La Laguna, que jardins próximo da sua localização original atual.
Existem movimentos de entidades ligadas à cultura que pedem para que a estátua seja trasladada de seu local atual para um ponto mais central da cidade. A razão é que o monumento se encontra em um lugar com alto índice de poluição e muito afastado da cidade. O local, na época, foi escolhido pelo próprio autor da obra, Bruno Giorgi, mas então não havia a auto estrada que no final dos anos 90, passou a ser uma importante rota de circulação de veículos. Argumentam também que, estando o monumento em uma área mais central, ficaria mais acessível a turistas que visitam a cidade.
Em abril de 2024 a escultura foi instalada em novo local. No lugar do centro da rotatória, optou-se por uma praça elevada na Faculdade de Biologia da Universidade de La Laguna, no Campus Anchieta, ao lado da rotatória ou rotunda. Esta nova localização responde à dificuldade que a visualização da estátua apresentava devido à colocação na zona de um grande anel aéreo pedonal em redor da rotunda.
A estátua é considerada como o monumento mais importante na cidade de San Cristóbal de La Laguna, bem como um dos mais importantes da ilha de Tenerife.